# Désert des basses terres de la Caspienne
Localisation

Le désert des basses terres de la Caspienne est une  écorégion terrestre définie par le Fonds mondial pour la nature (WWF), qui appartient au biome des déserts et brousses xériques de l'écozone paléarctique. Il s'étend sur une partie de la Russie, du Kazakhstan, du Turkménistan et de l'Iran, sur les rives nord et sud-est de la mer Caspienne.

## Géographie

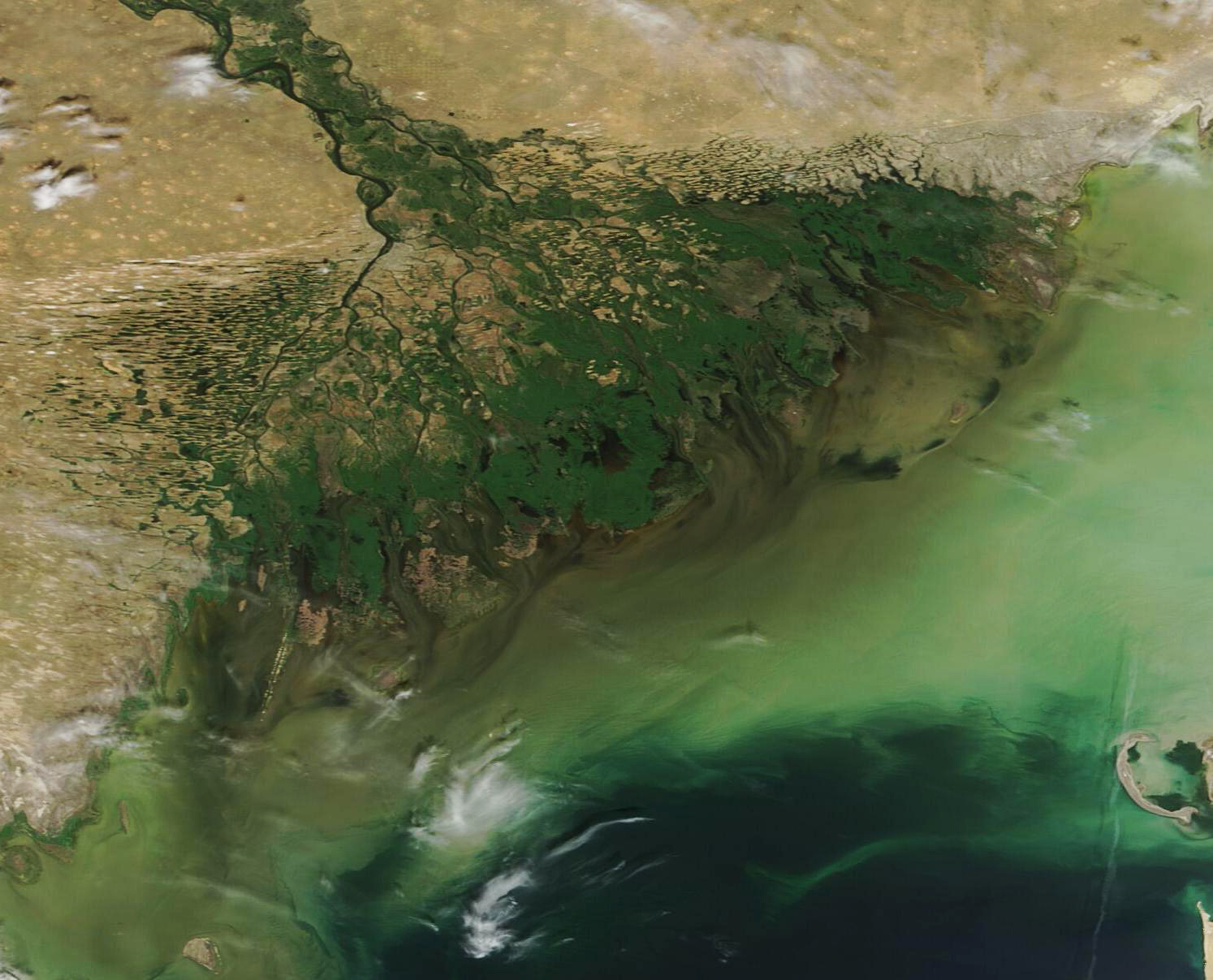
Delta de la Volga, image satellitaire NASA, juin 2022.

Le désert s'étage en altitude depuis les rives de la mer Caspienne, à 28 m en-dessous du niveau de la mer, jusqu'à 100 m environ. La partie nord, en Russie et au Kazakhstan, couvre une largeur de 900 km d'ouest en est sur 300 km du nord au sud ; une bande étroite se prolonge sur la rive sud-est de la Caspienne, au Turkménistan et en Iran. Il est traversé par quatre fleuves : Volga, Oural et Emba au nord, Atrek au sud-est. Le relief est généralement bas, formé de sédiments tertiaires et quaternaires qui constituent des dunes de sable et des dépôts salés (solontchaks) et argileux (takir (en)) ; au sud-est, les rebords du Uly Balkan (en) (Grand Balkan) et du Kiçy Balkan (Petit Balkan), séparés par la vallée asséchée de l'Ouzboï, forment un escarpement de 300 m autour de la grande lagune du Kara-Bogaz-Gol. Le delta de la Volga a une température annuelle moyenne de 15°4 C pour 150 mm de précipitations et 260 jours sans gel ; celui de l'Atrek, de 17°1 C avec 187 mm de précipitations et 271 jours sans gel. Le climat subtropical de la vallée de l'Atrek permet la culture de l'olivier, du figuier, du grenadier et du palmier dattier mais le fleuve, presque épuisé par le pompage d'irrigation, n'atteint la mer qu'en période de crue.

## Histoire

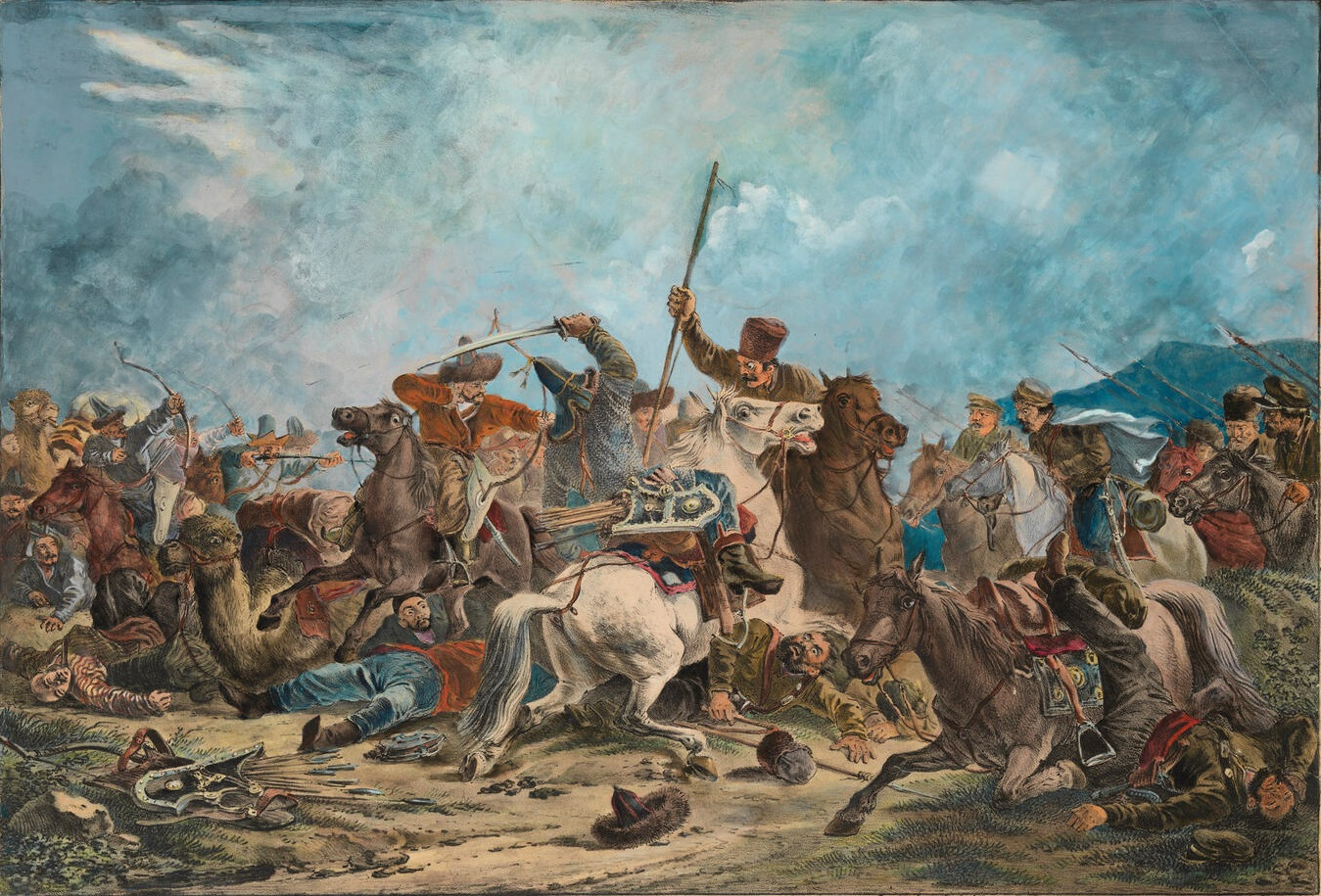
Combat des Cosaques de l'Oural contre les Kazakhs-Kirghizes, peinture d'Aleksander Orłowski, 1826.

Le désert a longtemps été un terrain de parcours des tribus nomades. Saraï, sur le cours inférieur de la Volga, est la capitale de la Horde d'Or jusqu'à sa destruction en 1502. Le khanat d'Astrakhan est conquis par le tsar Ivan le Terrible en 1556 et devient le gouvernement d'Astrakhan en 1717 : ce territoire connaît une colonisation agricole de cosaques et d'Allemands de  la Volga. Une branche des Kazakhs, refoulée à l'est du fleuve Oural, constitue en 1801 la Horde de Boukeï qui reste autonome jusqu'en 1876.
La voyageuse française Adèle Hommaire de Hell, en 1868, décrit le paysage aride qu'elle découvre en sortant du port d'Astrakhan :

« Arrivés sur la rive opposée, nous aurions pu nous croire à mille verstes d'Astrakhan. Des Kalmouks, du sable, des tentes de feutre, des chameaux, en un mot le désert et ses hôtes avaient remplacé l'Europe et sa civilisation (…) Il est impossible de se figurer quelque chose de plus horrible que la route d'Astrakhan à Kizliar. Pendant deux jours et deux nuits, nous voyageâmes dans une éternelle sablière, ne rencontrant sur nos pas que des kibitkas kalmoukes à moitié désertes servant de relais de poste et quelques champs d'absinthe dont le triste feuillage était parfaitement en harmonie avec la physionomie du pays. Les masses de sable que nous traversions simulaient les plus capricieux accidents de terrain, nous offrant des collines, des ravins, des cascades, d'étroites vallées, des tumulus, etc. ; mais rien ne restait en place ; un pouvoir invisible et toujours en travail variait les formes et les aspects, sans laisser au regard le temps d'en suivre la rapide transformation. »

Elle note que les nomades pratiquent la chasse au faucon sur les oiseaux d'eau, abondants dans ces parages. Plus loin, elle  note :

« Toute la contrée jusqu'à la mer Caspienne est d'une extrême aridité, uniquement accidentée par quelques étangs d'eau saumâtre. Les bords de ces petits lacs sont peuplés d'une quantité innombrable de volatiles, parmi lesquels se trouvent en première ligne les hérons blancs dont les plumes fournissent de si belles aigrettes. Malheureusement ces oiseaux sont d'une telle méfiance que notre chasseur ne put en prendre un seul, malgré son habileté et l'ardeur de son faucon. »

Elle n'arrive sur la rive de la Caspienne qu'après plusieurs jours de voyage et le paysage lui apparaît plutôt sinistre :

« Un ciel gris d'une teinte blafarde, traversé de temps à autre par des nuages noirs et pesants, donnait au sable, à la plage déserte, aux côtes basses et découpées qui allaient s'unir à la mer, quelque chose de terne, de lourd, de sinistre, dont aucune expression ne saurait rendre l'influence. Le même linceul funéraire semblait envelopper les maisons de bois bâties dans le sable ; les troupes de Turcomans et de Kalmouks qui chargeaient du sel sur leurs voitures, et les chameaux qui erraient le long du rivage, mêlant leurs cris lamentables au bruit sourd des vagues ; en vérité, je ne reconnaissais plus notre planète, en face de ces mornes silhouettes, et j'en étais à me demander si quelque nécromant ne m'avait pas jetée dans un de ces mondes relégués si loin, si loin du soleil, que ses rayons n'y transmettent qu'une ombre de vie ? »

Après la Seconde Guerre mondiale, 15 000 ha de terres sont mis en culture dans l'oblast d'Astrakhan, permettant des cultures de blé, riz, vigne et fruits. Le grand projet de « canal Turkmène » qui aurait détourné vers la Caspienne les eaux de l'Amou-Daria, est abandonné après la mort de Staline en 1953,.

## Flore
Sur terre, plusieurs plantes halophytes sont adaptées à la forte salinité comme les armoises (Artemisia) et surtout les Amaranthacées : Salsola gemmascens (nom local : tetyr) qui est souvent la formation dominante, S. orientalis (kevreik), S. arbuscula (boyalych), les anabases A. salsa et A. ramosissimum (biyurgun), Halocnemum strobilaceum (en) (sarsazan), Halostachys, Ceratocarpus, Kalidium ; des Nitrariacées (Nitraria schoberi et Peganum). Parmi les herbacées, on trouve les Aristides, Agropyron, Bromus, Eremopyrum. Dans les eaux côtières, la végétation consiste en un varech (Zostera noltii) et quelques algues. 
En 2013, on estime que dans le bassin de la mer Caspienne, 50 espèces végétales sont devenues rares ou menacées de disparition en Azerbaïdjan, 12 au Kazakhstan, 40 en Russie et 8 au Turkménistan.

## Faune
Le phoque de la Caspienne est l'espèce endémique et emblématique de l'écorégion : c'est le seul mammifère marin de la Caspienne. Sa population était estimée à plus d'un million au début du XXe siècle ; elle est descendue à 70 000 environ en 2022. Le renard corsac et le chat des sables résident dans le désert. En Iran, le corsac ne se rencontre que dans la province du Golestan où il a le statut d'espèce protégée ; ses proies habituelles sont la grande gerbille (Rhombomys opimus), le mérione de Libye et le hérisson oreillard (Hemiechinus auritus). Le loup et l'hyène rayée sont considérées comme rares tandis que le rat musqué, le vison d'Europe et la loutre du Caucase (Lutra lutra meridionalis) sont des espèces menacées. L'hyène survit dans le sud du Turkménistan d'où quelques individus ont pu se répandre vers l'Ouzbékistan et le Tadjikistan. La gazelle à goitre, autrefois abondante dans les deux pays, a pratiquement disparu du Turkménistan ; au Kazakhstan, elle ne survit plus que dans la région orientale de la vallée de l'Ili.
Le désert de la Caspienne est une étape importante pour les oiseaux migrateurs qui y font étape par dizaines de millions, notamment des mouettes, sternes (dont la sterne caspienne) et autres oiseaux aquatiques. Une population de 200 000 foulques macroules passe l'hiver dans la réserve naturelle de Hazar (en) au Turkménistan. Le foulque macroule réside en permanence au Turkménistan ; il se reproduit en Russie et au Kazakhstan. Le circaète Jean-le-Blanc est le principal rapace du désert ; il se reproduit dans ces trois pays sans résidence permanente.
Dans le bassin caspien, 30 espèces d'oiseaux sont rares ou menacées en Iran, 31 au Kazakhstan, 45 en Russie et 24 au Turkménistan.

## Galerie

Flore du désert de la Caspienne
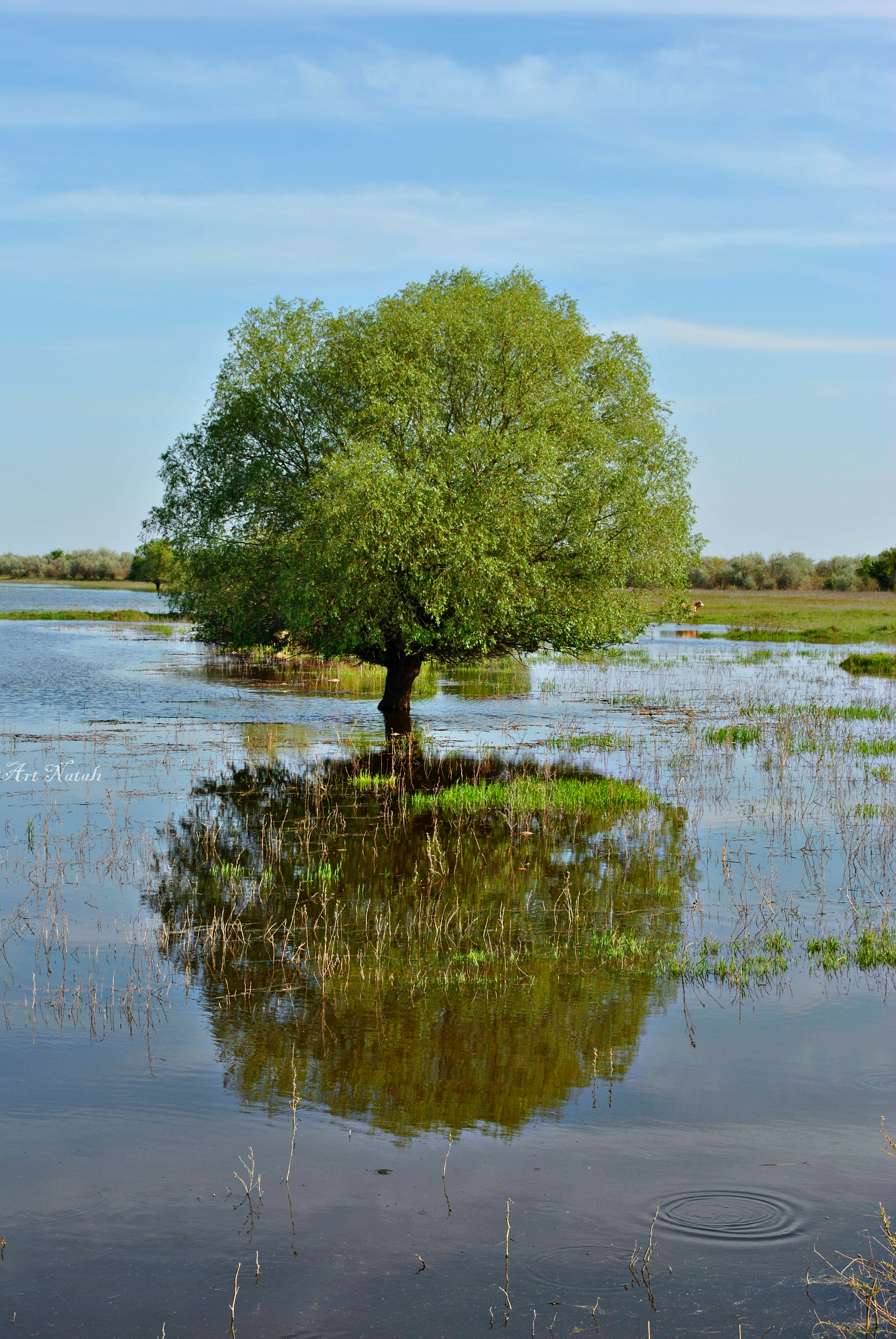
Arbre dans le delta de la Volga en mai 2017.
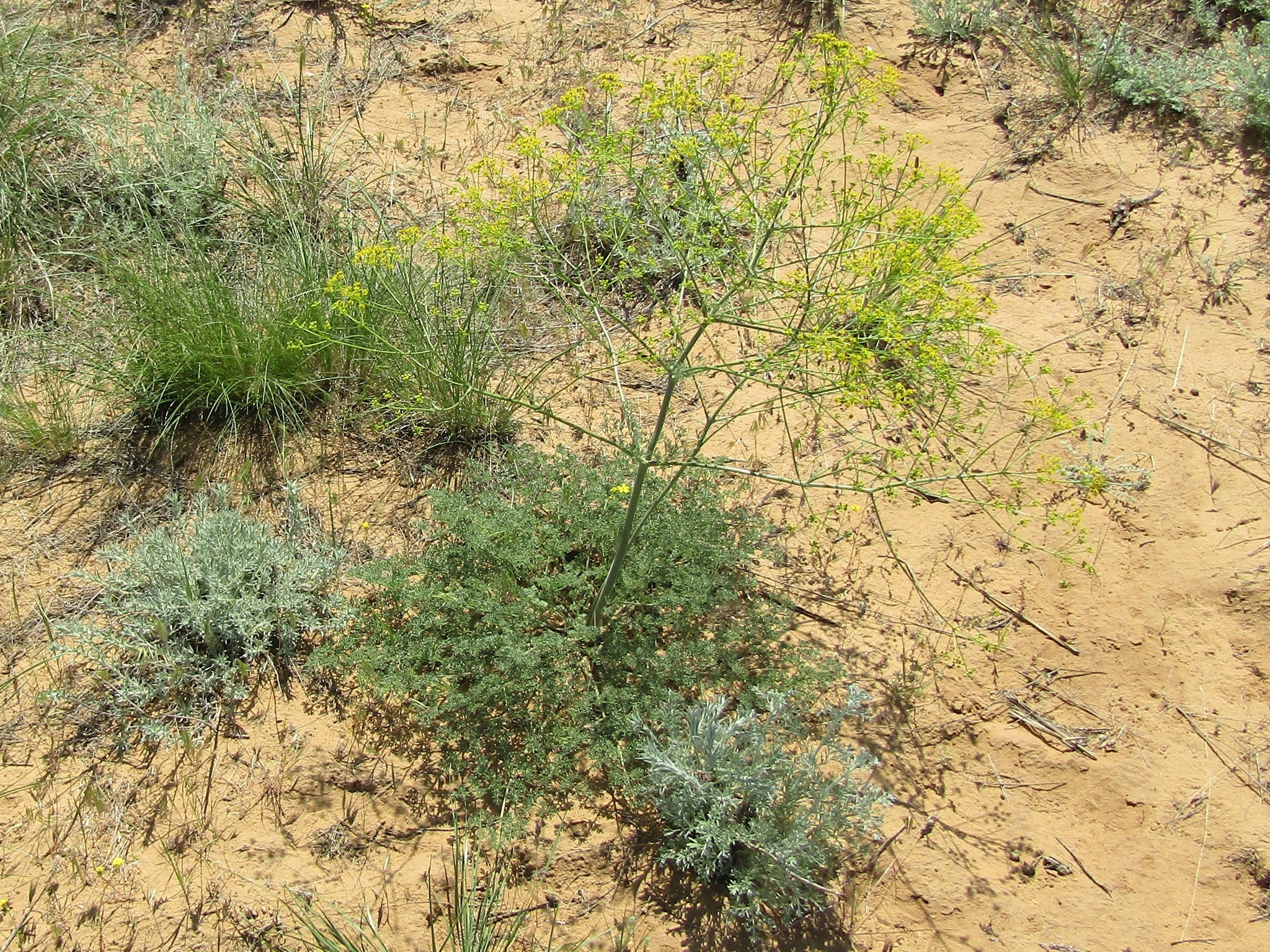
Elaeosticta lutea dans l'oblast d'Astrakhan en mai 2018.
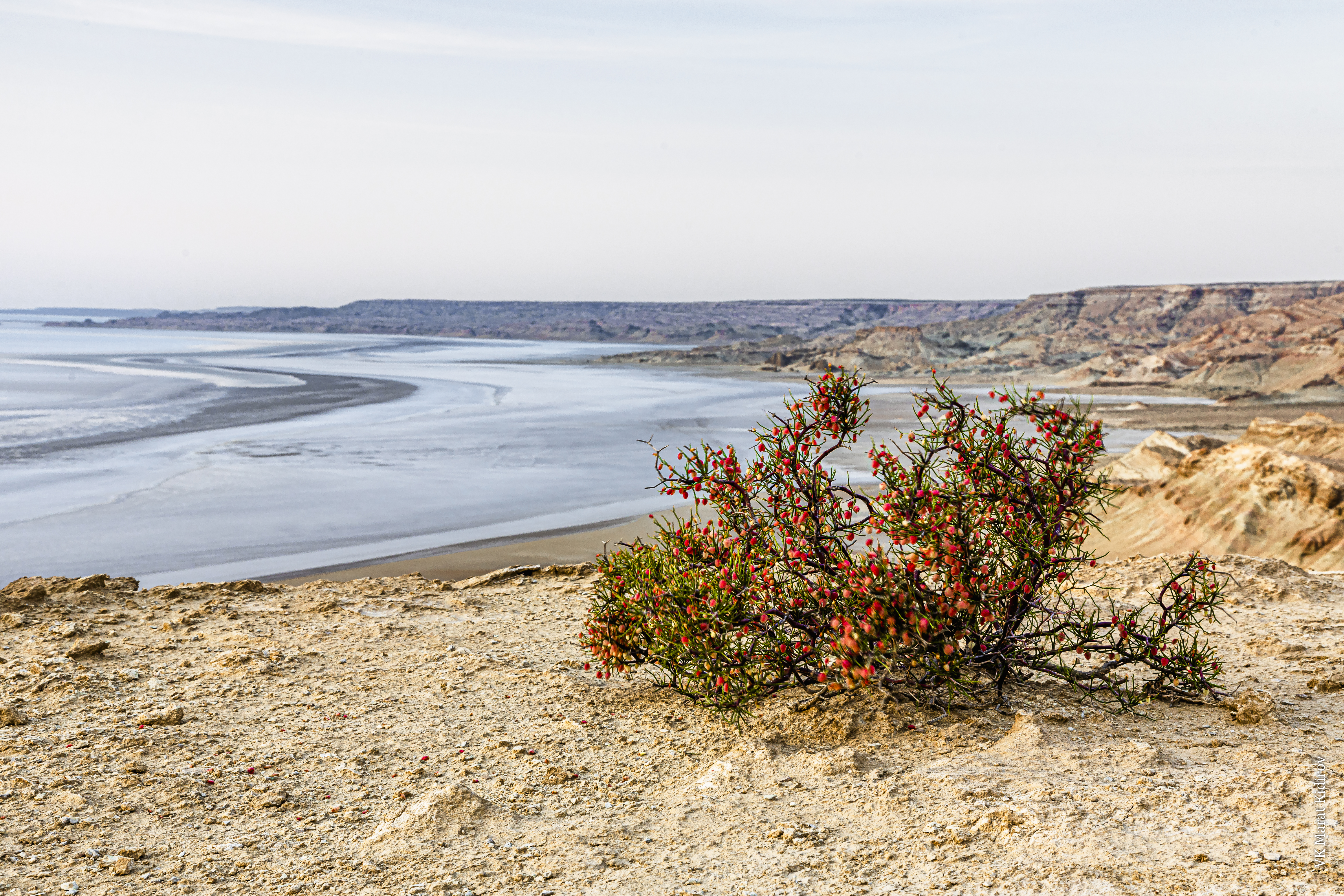
Rivage et buisson dans la péninsule de Manguistaou en mai 2023.
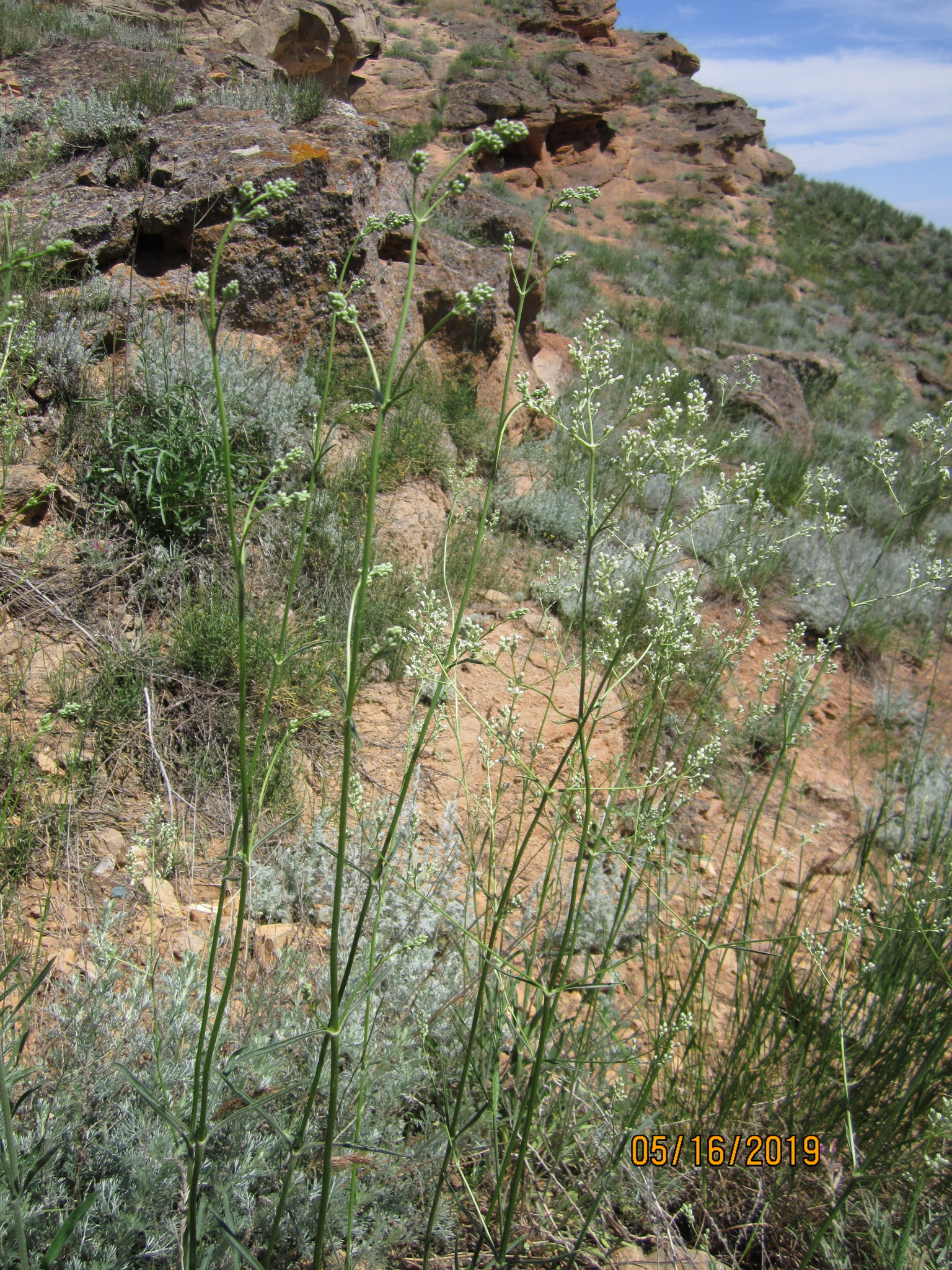
Silene volgensis en mai 2019.
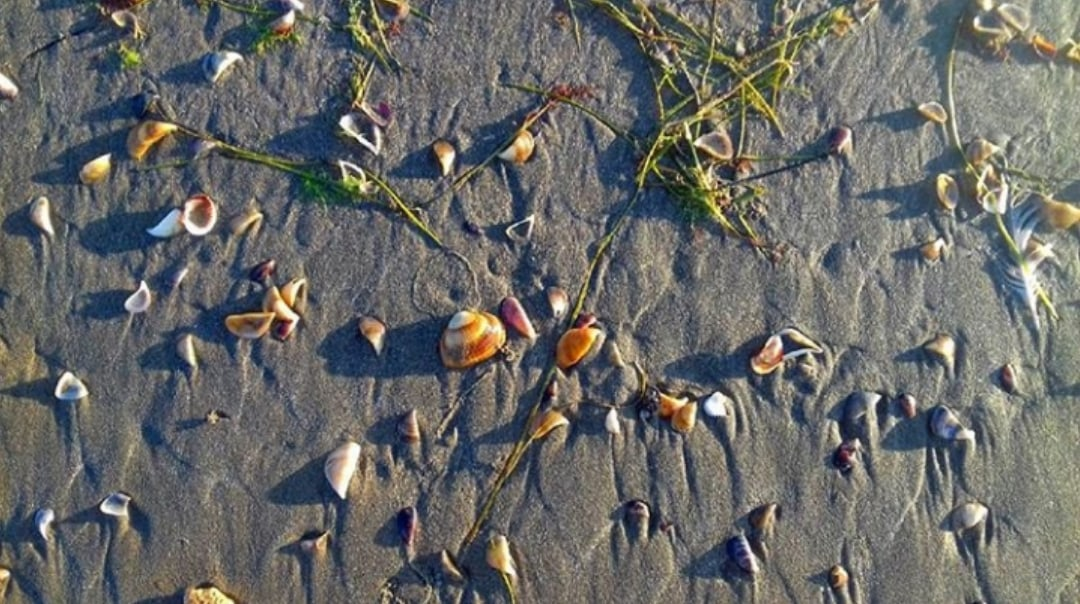
Varech et coquillages sur une plage de la mer Caspienne en août 2017.

Faune du désert de la Caspienne
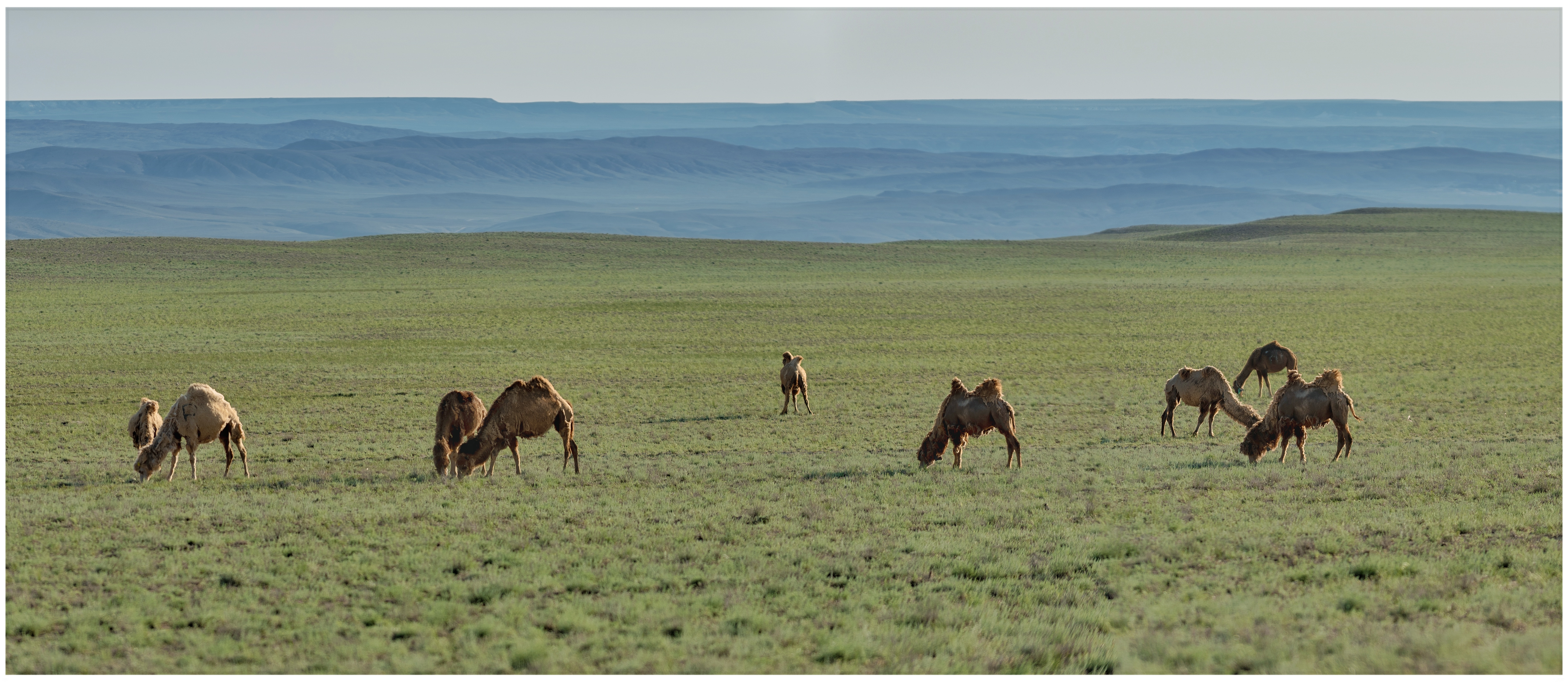
Chameaux au sanctuaire d'Aktau-Buzachi en mai 2022.
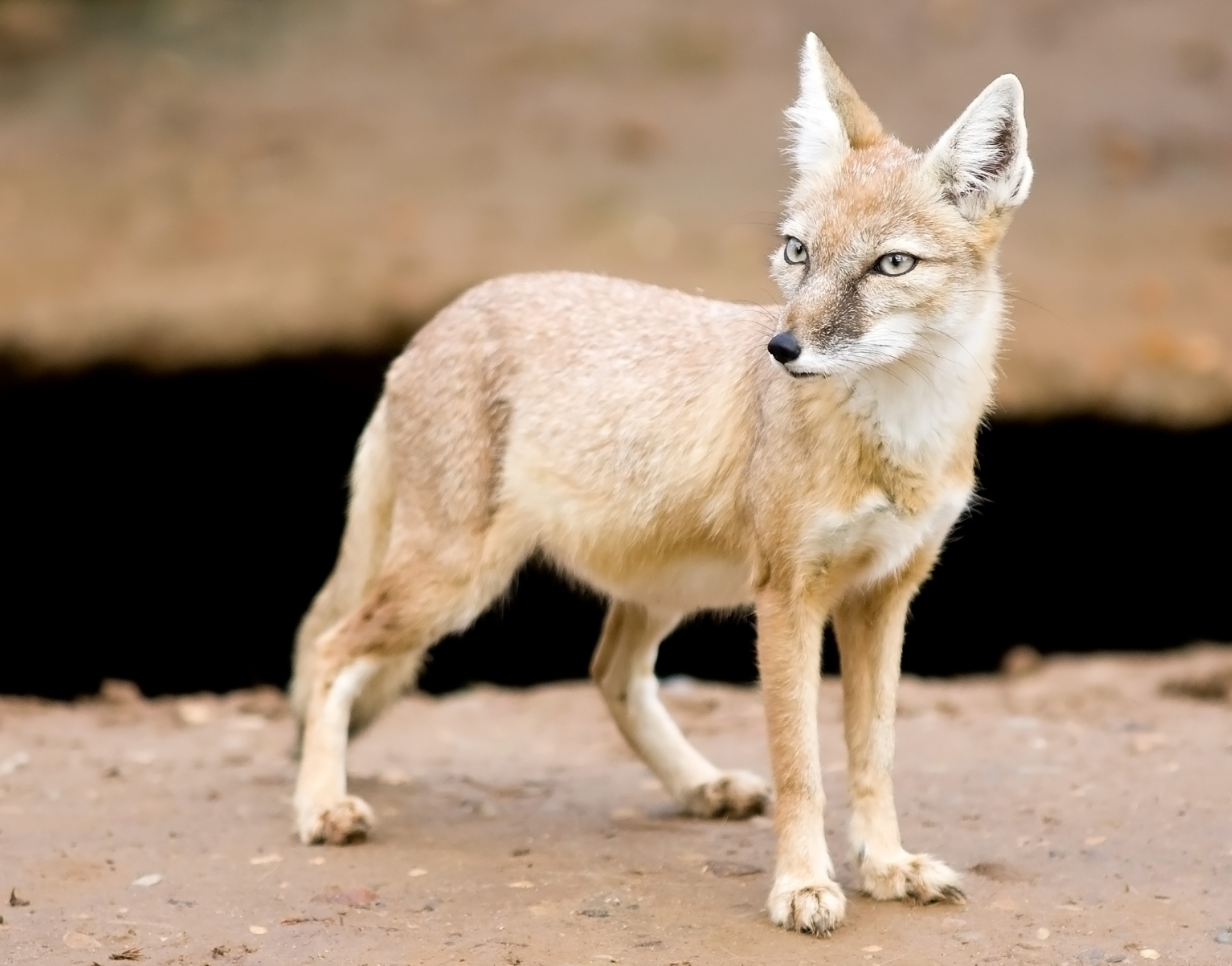
Renard corsac en septembre 2008.
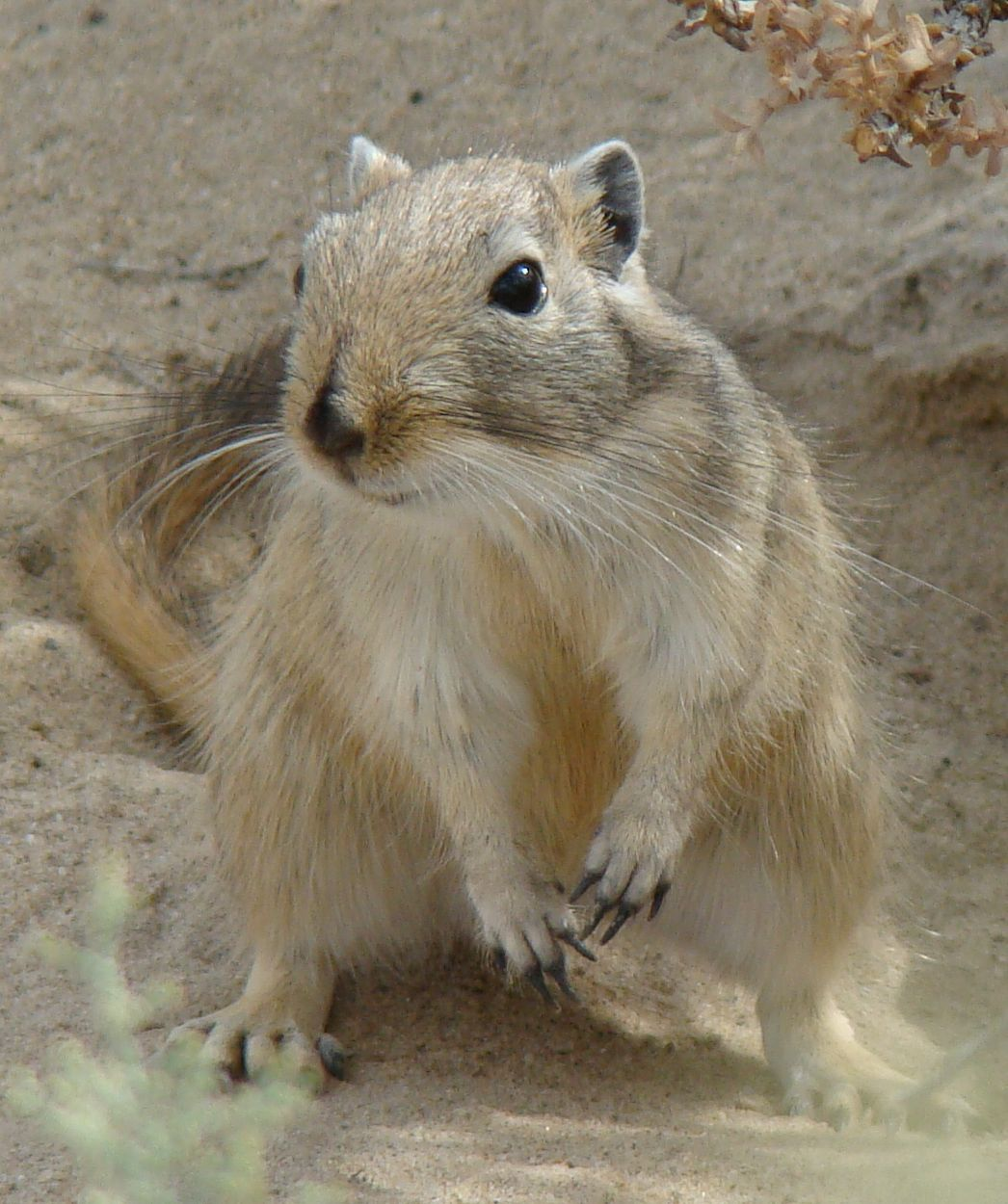
Grande gerbille à Baïkonour en septembre 2009.
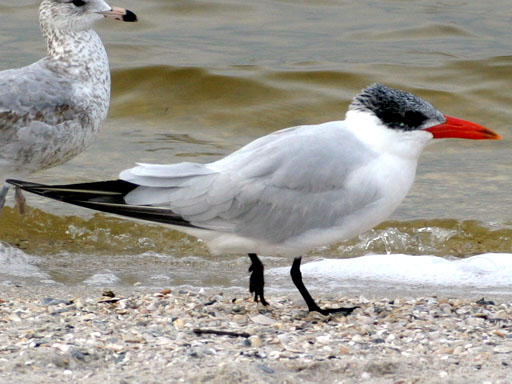
Sterne caspienne en Floride en décembre 2003.
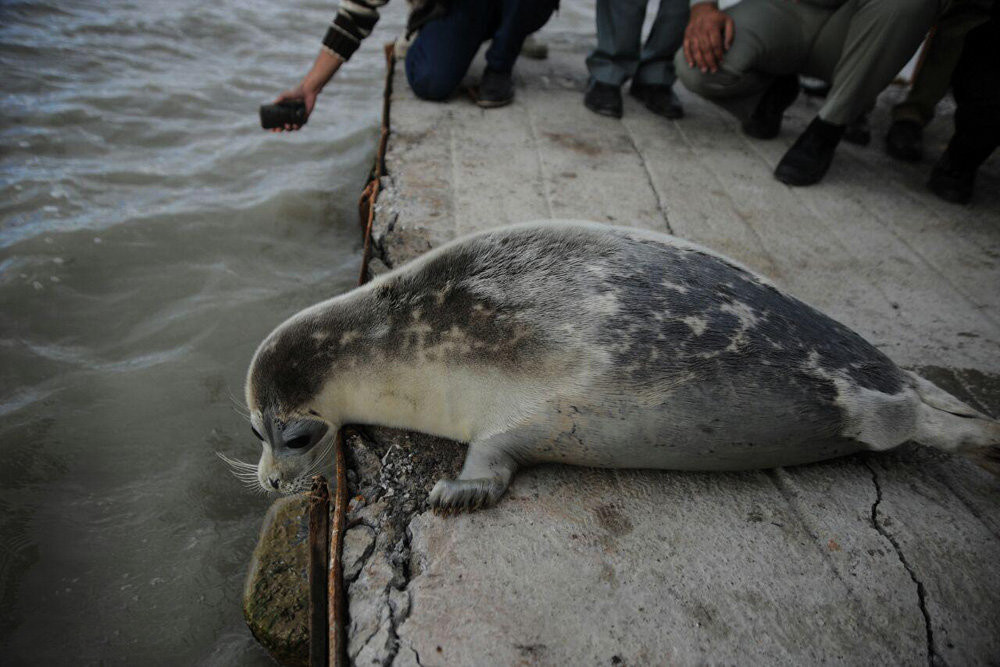
Phoque de la Caspienne en Iran en octobre 2016.